# 苏贝蒂卡山脉

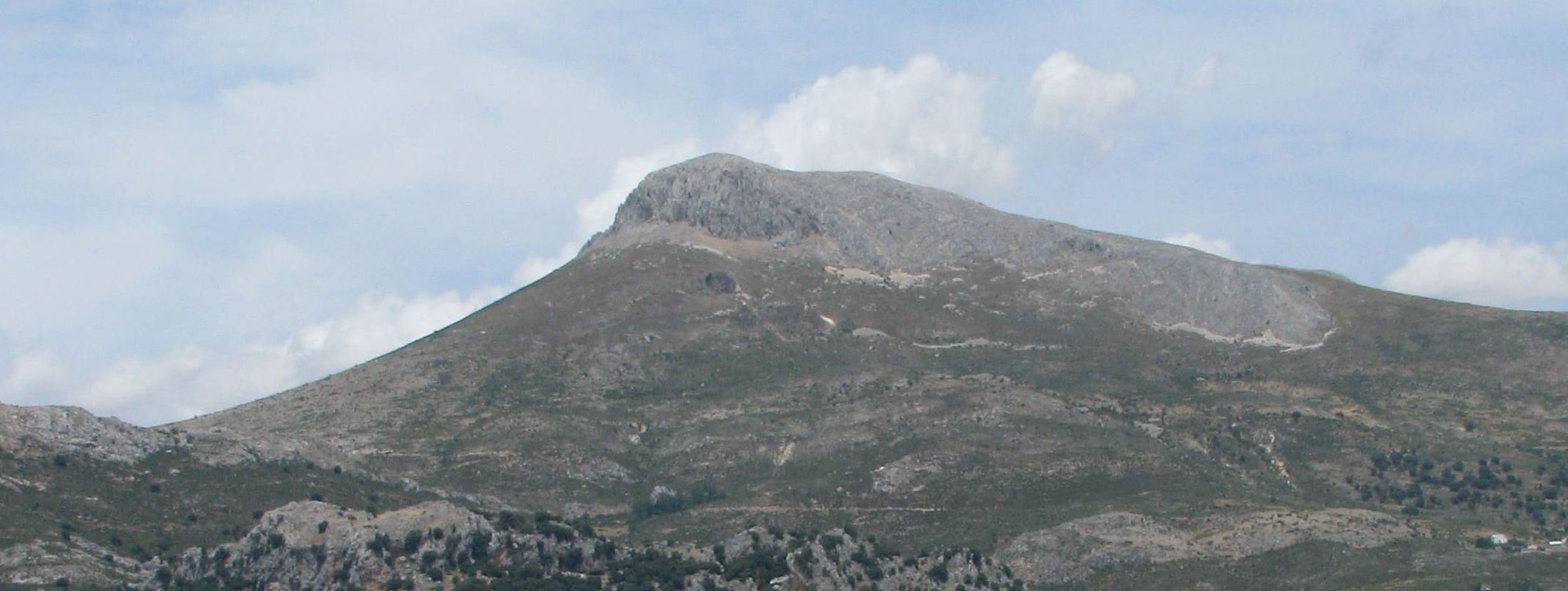

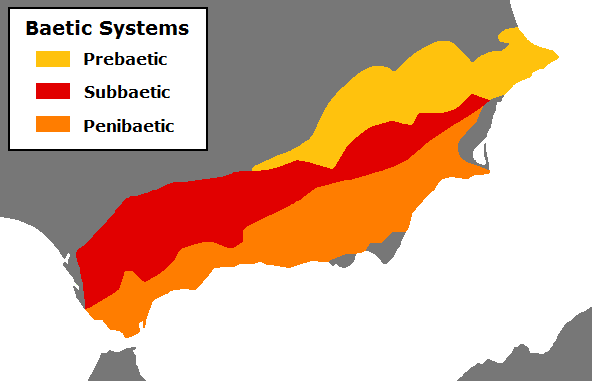

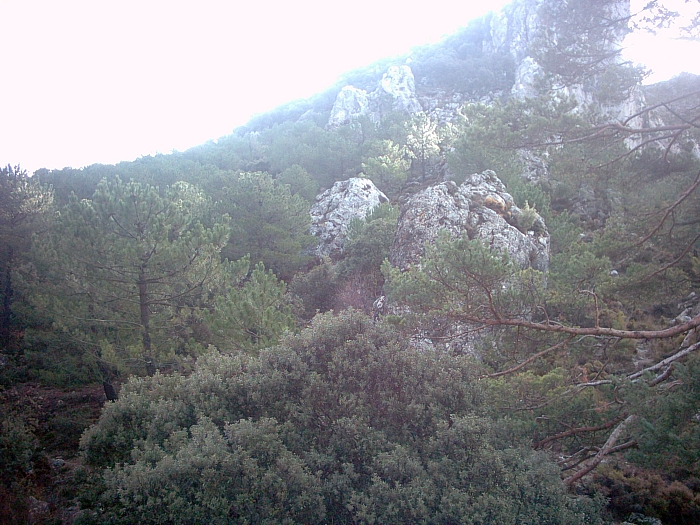

37°33′0″N 3°22′0″W / 37.55000°N 3.36667°W
蘇貝蒂卡山脈（西班牙語：Cordillera Subbética），是西班牙的山脈，位於伊比利亞半島，屬於貝蒂科山脈的一部分，長510公里、寬60公里，最高點海拔高度2,027米，山體由石灰岩組成。

## 主要子山脈
子山脈從西至東如下︰
- 阿爾希貝山脈
- 吉巴爾賓山脈
- 科爾多瓦山脈
- 卡布拉峰
- 埃爾維拉山脈
- 阿拉納山脈
- 科戈略斯山脈
- 韋托爾山脈
- 阿爾法瓜拉山脈
- 哈恩南山脈